# Coelhoso
Pour les articles homonymes, voir Coelho.
Coelhoso est une freguesia portugaise du concelho de Bragance, avec une superficie de 19,78 km2 pour une densité de 16,1 hab/km2 avec une population de 319 habitants (2011).
Jusqu’en 1855, le village fit partie du concelho de Izeda, depuis au concelho de Bragance.